# 布倫努斯號戰艦
布倫努斯號戰艦（法語：Brennus）是法國海軍所建造的第一艘前無畏艦，其艦名來自高盧酋長布倫努斯。本艦於1889年1月2日放置龍骨，1891年10月17日時首次下水，最後在1896年1月11日正式服役。其主要武器為3門340公釐42倍徑1887年型主砲，艦體排水量落在11,190公噸（11,010長噸；12,330短噸），整體推進系統可提供12,500 PS（9,200 kW）的動力，使最大航速達17節（31每小時；20英里每小時）。本艦在整個設計上擺脫先前鐵甲艦的布局，包括將主砲配置在主砲塔內，並將所有主砲塔放置在船軸線上，另外也首次採用貝爾維爾（Belleville）式水管鍋爐當作動力來源。自布倫努斯號戰艦後，法國海軍以此為基礎，開始建造5艘以查理·馬特號為首的5艘準同型艦。儘管布倫努斯號在1893年就幾近完工，但因艦體噸位過重，導致船舶穩定性極差，因此工程人員在接下來3年期間對其進行改造工程，之後才得以開始服役。
本艦服役期間大多數在地中海分艦隊值勤，並曾多次擔任艦隊旗艦。在1900年的一次演習期間，布倫努斯號不慎與弗拉梅號驅逐艦發生相撞意外，造成弗拉梅號當場沉沒。隨著新戰艦陸續服役，布倫努斯號在1900年代初期就被改編至後備艦隊，並擔當訓練艦用。在第一次世界大戰於1914年8月爆發前，法國海軍考慮到布倫努斯號的性能過於老舊，而將其退役處理，並於1915年解除艦上的武裝。在戰爭期間，布倫努斯號成為廢船，並為其它艦艇提供所需備件和設備。最後布倫努斯號於1919年從海軍名錄上除籍，並在1922年拆解。

## 設計

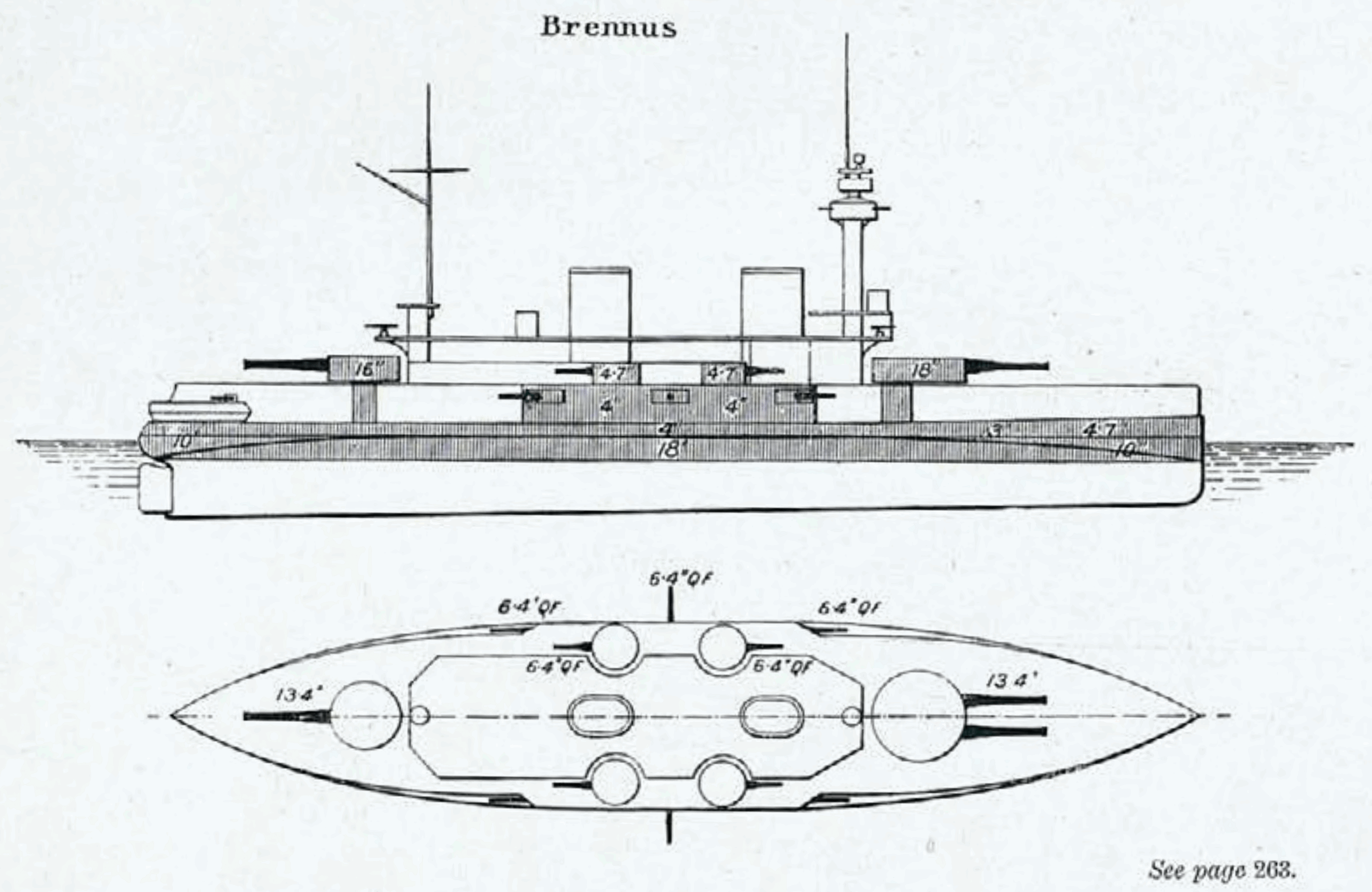
布倫努斯號戰艦描繪圖，出自1889年的布拉希海軍年鑑（Brassey's Naval Annual）。

法國海軍在19世紀中期時其主力艦技術曾領先全國，不僅率先建造全世界第一艘遠洋鐵甲艦光榮號，還設有完善的大型海軍建造設施。然而在1871年普法戰爭戰敗後，法國開始轉向發展陸軍，但為了能繼續跟英國皇家海軍相抗衡，以特奧菲爾·奧比為首的海軍將領開始提倡綠水學派。這導致接下來數十年間法國海軍在建造上僅著重於潛艇與魚雷艇等輕型艦，而主力艦等大型艦的建造量大為減少。據統計，法國在1880年至1904年共建造超過200艘魚雷艇，裝甲巡洋艦與防護巡洋艦的建造總和也超過50艘，並保有強大的潛艇艦隊，但主力艦在這20年間卻只有18艘完工。結果使得法國海軍在19世紀末時，整體實力被英國拋在後頭。當綠水學派影響力逐漸減退後，法國海軍開始重啟主力艦建造計畫，並開始研發前無畏艦。
1880年，法國海軍開始進行包括奧什號鐵甲艦及3艘馬索級鐵甲艦等海軍建造計劃，所有軍艦於1882年左右放置龍骨，並計劃再建造2艘查理·馬特級鐵甲艦，其中1艘被命名為布倫努斯號，新的計畫遂於1885年開始啟動。查理·馬特級鐵甲艦主要從馬索級改進而來，而前一型的布倫努斯號於1884年開始建造。然而於1886年新上任的海軍部長特奧菲爾·奧比海軍上將推崇綠水學派，這導致2艘查理·馬特級鐵甲艦在完成許多工程進度前就被迫於1886年1月取消。在奧比於1887年離職後，查理·馬特級鐵甲艦設計師查爾斯·恩斯特·于安遊說法國海軍重啟戰艦建造工程，繼任者愛德華·巴爾貝最後同意于安的遊說重啟工程。不過在工程重啟後，于安又重新針對原先的鐵甲艦設計大幅更改，使得整體布局超出原先的鐵甲艦規格。法國海軍最後於1889年批准新設計方案，並於1889年1月12日開始動工。原先在下水滑道上組裝到一半的舊船體有一部分拆卸下來，並在船身各個地方使用鋼材保護之，使其成為新船體。新的戰艦名稱仍為布倫努斯號，其艦名來自於一名高盧人酋長，他曾在西元前390年帶領高盧人攻陷羅馬。由於這2艘建造時使用相同的船臺，又是由同一家船廠建造，並且在建造新艦時有一部分取自於前一型未完工的艦體，導致新艦常被人與舊艦混為一談，然而這兩艘艦不屬於同一船級，也不屬於同一類型戰艦。
本艦是法國海軍史上第一艘前無畏艦，在其之前的查理·馬特級、馬真塔級、馬索級等皆屬於砲台艦，這些砲艦被歸類在鐵甲艦級別內。設計師在本艦設計上為法國海軍帶來多項進步，例如採用新型號的42倍徑主砲，並將兩座主砲塔以一前一後的方式佈局在上層建築的中軸線上、裝甲配置上首次採用均質裝甲，以及首次採用貝爾維爾（Belleville）式水管鍋爐等。其它的改變包括採用較薄的上層列板裝甲，用以防禦速射砲的攻擊，另外在船頭設計上捨棄撞角結構等。當布倫努斯號建造完工後，法國的設計人員以此為基礎開始研發5艘艦，這5艘準同型艦以查理·馬特號為首，不過次型艦在主要武器佈局上卻回頭參考自馬真塔號鐵甲艦採菱形佈局，並非遵照本艦的全船軸線佈局設計。

### 整體特徵與推進系統

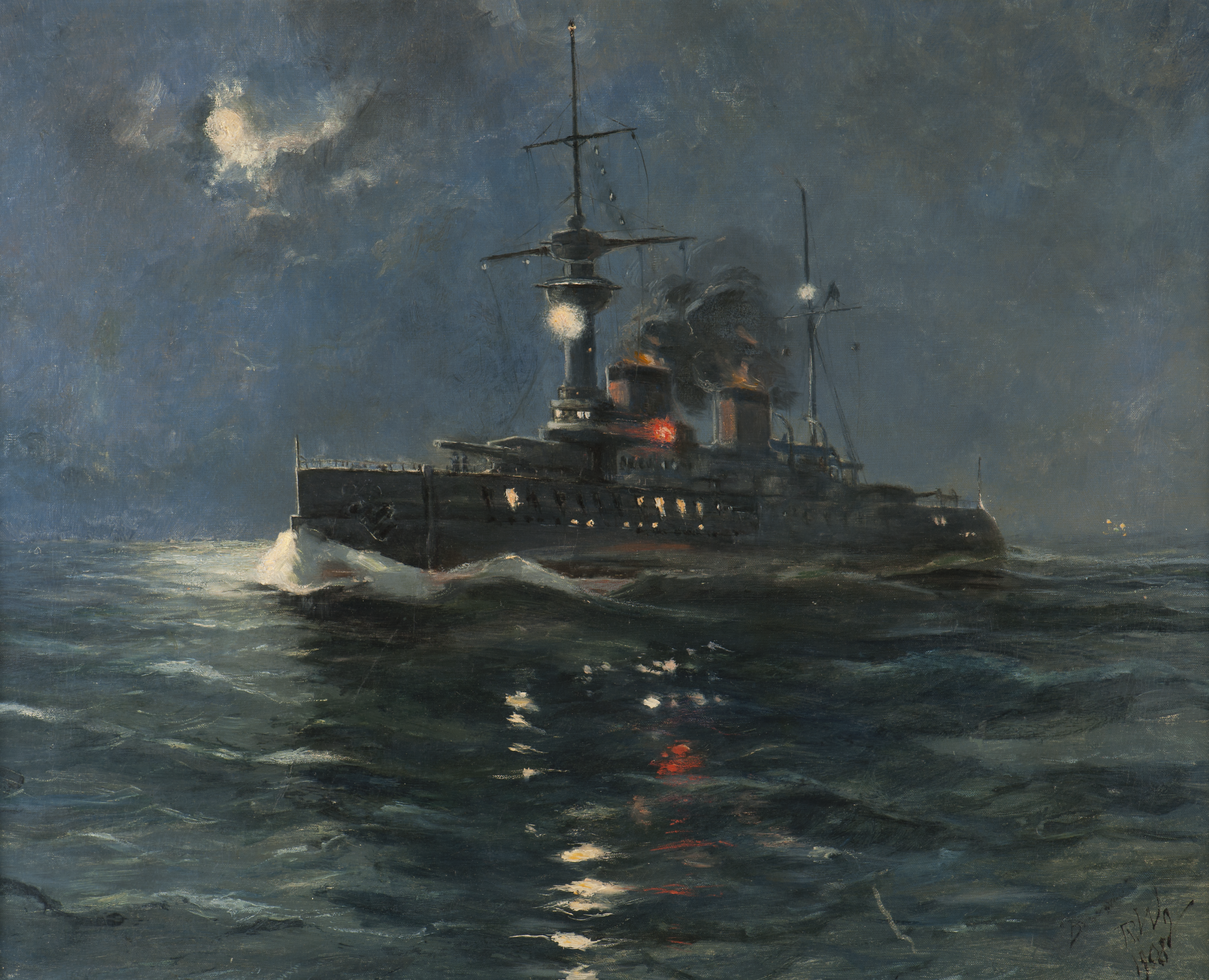
藝術家筆下的布倫努斯號航行圖。

布倫努斯號艦體全長114.46（375英尺6英寸）、垂標間距為110.3（361英尺11英寸）、舰宽20.4（66英尺11英寸）、吃水深度8.28（27英尺2英寸）；排水量落在11,190公噸（11,013長噸），若满载時排水量則落在11,370公噸（11,190長噸）。在建造時期，設計人員發現本艦在沒有滿載彈藥的狀況下即明顯超重，當本艦於1893年進行首次海試時，在未滿載狀態下吃水深度比預期還要多0.38（1英尺3英寸），這使得水線裝甲帶有一大部分沒入水線以下，導致裝甲防禦效率大為降低。值得一提的是，布倫努斯號並沒有裝設球鼻型船艏，這與當時大多數戰艦的設計相異。艦體內被細分成18間防水艙壁，另外除了船艏部分以外，船體下方設有一幾乎等同於船體全長的雙重底艙。出航執勤時，艦上可容納667名船員。
由於本艦的上層建築過重，下方的艦體必須承受很大的重量，導致本艦船舶穩定性很差。上層建築超重的原因來自於龐大的結構，包括使用過重的大型軍用桅杆、高大的煙囪，以及明顯的船舷內傾式結構等，都是造成船體過重的原因。為了解決此問題，法國海軍在1893年至1896年間曾對本艦進行大改造，例如將整個上層建築的結構拆卸一部分，並將戰鬥主桅改換成較輕的柱形桅等，來試圖減輕艦體噸位，但該問題仍沒有辦法完全解決，這也間接造成布倫努斯號的服役生涯較為短暫。1893年6月17日，布倫努斯號進行首次船舶穩定性測試，工作人員將所有火炮炮口都轉向右舷，同時將所有船員聚集在右舷。結果顯示本艦的橫傾角為28度，同時位在右舷炮廓處的164公釐口徑1893年型火砲炮管被海水淹沒一半長度。在這次測試後，工程人員估計布倫努斯號的穩心高度為0.75米（2.5英尺）。
推進系統上，本艦採用2組四缸垂直型三脹式蒸汽機，每組蒸汽機驅動一直徑5.4（17英尺9英寸）的四葉螺旋槳，整體動力來源自32台貝爾維爾（Belleville）式水管鍋爐，其鍋爐的工作壓力在17千克每平方（1,667千帕斯卡；242磅力每平方英寸），鍋爐的廢氣經由導管連至船舯2座煙囪排放出去；而這也是法國第一艘採用水管鍋爐的大型軍艦，此一設計是在1887年決定的。整體推進系統共可輸出12,500匹公制馬力（9,200千瓦特），預計最高航速為17節（31每小時；20英里每小時）；不過在1896年1月9日的海試期間，布倫努斯號的推進系統輸出提升到14,133 PS（10,395 kW）時，最高航速達到17.1節（31.7每小時；19.7英里每小時）。艦上預計可攜帶706公噸（695長噸）的燃煤，確保在11節（20每小時；13英里每小時）航速航行時，巡航半徑可達2,805海里（5,195；3,228英里）。另外艦上設有4組可提供400安培的直流發電機，供艦上照明、探照燈、泵、通風機，以及其他電器設備使用，每組發電機由專屬內燃機驅動。

### 武器配備與裝甲防護
布倫努斯號的主要武器為3門340公釐42倍徑1887年型主砲，其中2門配置在上層建築前方的雙聯裝主砲塔內，另外1門則配置在後甲板的單裝砲塔內。340（13英寸）口徑主砲的槍口初速為740至780每秒（2,400至2,600英尺每秒），使用的砲彈種類有420（930磅）重的鑄鐵彈，以及490（1,080磅）重的穿甲彈或半穿甲彈。在最大仰角+10度的狀況下，340（13英寸）口徑主砲的射程可達到10,900（11,900碼），其射速在設計上預計為每2分鐘1輪，不過在服役時該主炮的實際射速則為每1分鐘1輪。艦上最初僅為每門主砲配備39枚砲彈，但後來增加到每門61枚。本艦的次要武器為10門164公釐45倍徑1893年型火砲，其中4門配置在船舯兩側的4座單裝副砲塔內，剩下6門則配置在副砲塔下方的炮廓內。164（6.5英寸）口徑火砲的槍口初速為730至770 m/s（2,400至2,500 ft/s），使用的砲彈種類有30（66磅）重的鑄鐵彈，以及35（77磅）重的穿甲彈或半穿甲彈。在最大仰角+20度的狀況下，其射程可達到10,450（11,430碼）。
為了防禦魚雷艇的襲擊，艦上另裝設多種類型的速射砲，其中口徑最大的為4門65公釐50倍徑1891年型火砲，所有65（2.6英寸）公釐口徑火砲以單裝方式配置在前後上層建築之上，並且未加裝裝甲防護之。65（2.6英寸）公釐口徑火砲槍口初速為715 m/s（2,350 ft/s），使用的砲彈重量為4（8.8磅），射程可達5,500（6,000碼）。艦上另有14門47公釐口徑1885年型火砲、8門37公釐口徑火炮、6門5磅轉膛炮等，這些火炮皆配置在軍用桅杆及上層建築的戰鬥平台處。艦體另配有4組450（18英寸）口徑魚雷管，所有魚雷管皆位在水線上方，並且裝有旋轉式底座，其平均配置在兩邊舷侧，不過在後期改裝時全被拆除。艦上為每組魚雷管配置2枚1889年型魚雷，在29.5 kn（54.6 km/h；33.9 mph）航速下射程可達600米（660 yd）；若航速下降至28 kn（51.9 km/h；32.2 mph），則射程可提高到800米（870 yd）。
艦體的裝甲原料主要為鎳鋼，總高2.1（6英尺11英寸）的主裝甲帶在船舯最大厚度為400（15.7英寸），其下緣區域厚度逐漸減少至250（9.8英寸）。在船舯處上層建築的兩端，主裝甲帶厚度在水線上的區域降至300 mm（11.8英寸），在船艏下緣處也減少到200（7.9英寸），船艉下緣處更是只剩180 mm（7.1英寸）。主裝甲帶上方連接一100（3.9英寸）厚的側面裝甲，另外整個裝甲帶幾乎包裹住整個船體。前主砲塔與砲座由455（17.9英寸）厚的裝甲保護著，保護後主砲塔與砲座的裝甲厚度也有405 mm（15.9英寸）；主砲塔頂部的裝甲較薄，僅80 mm（3.1英寸）。主裝甲甲板厚度有60（2.4英寸），副砲塔與炮廓的裝甲厚度為100（3.9英寸），司令塔側面另以120（4.7英寸）厚的裝甲來保護之。

## 服役歷程

### 建造期間

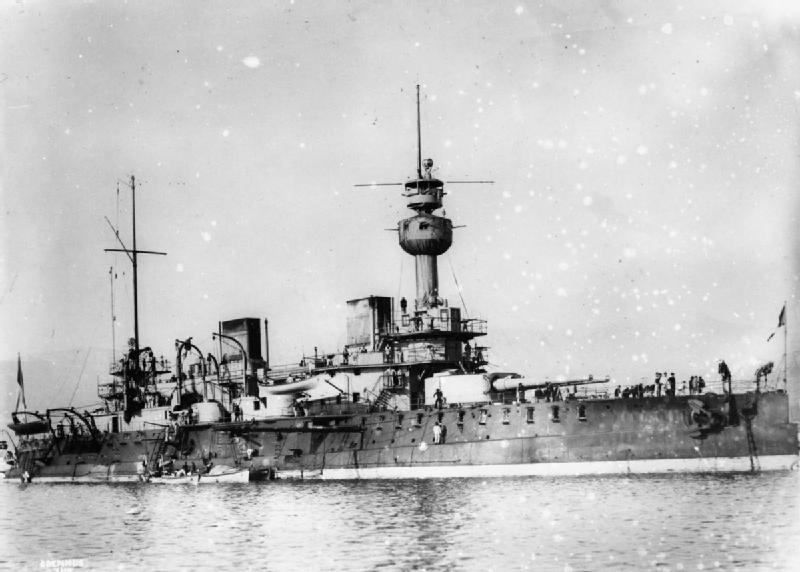
1900年時的布倫努斯號戰艦。

布倫努斯號的艦名來自於一名高盧酋長，本艦於1889年1月2日在洛里昂兵工廠放置龍骨，接著於1891年10月17日首次下水。在舾裝工程於1893年完工後，卻因為船舶穩定性問題過於嚴重，導致本艦無法立刻服役。工作人員於1893年6月17日進行船舶穩定性測試，經過2天後收到一份通知，內容表示螺旋槳交付日期要延遲7個月，法國海軍後來決定暫時先使用涅普頓號鐵甲艦的螺旋槳頂替。布倫努斯號接著於1893年8月2日前往布雷斯特，並在當地卸載約70 t（69 long ton）的物料後，於1893年9月5日進行首次蒸汽動力裝置測試。經過一個月後，布雷斯特兵工廠估計本艦超重412 t（405 long ton），並因此提出減輕噸位計畫，該計畫後來於1893年10月30日批准執行。
為了解決船體過重的問題，駕駛室翼望台及主砲塔上懸空的艦橋區域被移除；另外，上層建築的頂甲板被移除，船艉的軍事桅杆也被替換成柱形桅。工作人員為了能夠進一步減輕噸位，艦上的防魚雷網也一併被拆除，並將小艇存放裝置向下移動一層甲板。為能同時提高其船舶穩定性，設計人員在水線裝甲帶區域加裝防水船底包板（法語：soufflage），並且趁此裝修期間，將船底的螺旋槳也一併更換，原先採用的164（6.5英寸）口徑1887年型火砲也被替換成164公釐45倍徑1893年型火砲。
本艦接著於1895年8月開始進行初步海試作業，並於1895年12月22日進行第2次船舶穩定性測試，此次結果顯示布倫努斯號的偏心高度為1.047米（3英尺5.2英寸）。這表示儘管工作人員對本艦進行修改，船舶穩定性的改善狀況還是不能完全令人滿意。首任布倫努斯號艦長約瑟夫·皮埃爾·奧古斯特·貝松（Joseph Pierre Auguste Besson）曾對布倫努斯號發表以下評論：
本艦品質優良，但也存在重大缺陷。最嚴重的問題是，當舷側處在交戰狀態時，側面裝甲實際上沒有保護作用。340公釐口徑的砲塔太重且不平衡，當2座砲塔轉向同一側訓練時，艦體會傾斜到水線裝甲帶上緣，使得裝甲帶與水線齊平。這意味著能唯一提供側面防禦並抵擋砲彈的只有10公分厚的上裝甲帶。更多的弱點還包括裝甲帶下緣厚度僅25公分，以及較大的迴轉半徑。

### 1896年至1900年期間
經過一段時間的改造後，布倫努斯號終於在1896年1月11日投入服役，整個工程總共耗費25,083,675法郎，不過因還要執行海試後改裝作業，使得本艦在1896年4月1日前無法值勤。儘管本艦在改裝後仍存在問題，但作為法國艦隊中最現代化的首艦，仍被海軍中將阿爾弗雷德·賈維斯指派為地中海分艦隊艦隊旗艦。1896年8月24日，當布倫努斯號在艦隊中拖曳其它艦船時，突然一旁的禿鷲號魚雷巡洋艦不小心向本艦開火，造成1名船員受傷。地中海分艦隊司令朱爾·德·庫佛維爾海軍中將於1897年10月15日將賈維斯調職，並指派海軍中將埃德加·休曼接替艦長一職。同一時期，法國海軍公布一項新的炮火射控準則。在以測試新系統為名的炮術演習下，布倫努斯號與涅普頓號及馬索號在3,000至4,000（3,300至4,400碼）射程間的炮火命中率達百分之26，這項測試的成功促使法國海軍在1898年2月將此準則訂入艦隊標準規範內。1898年4月16日，法國總統菲利·福尔登上本艦查看演習。演習結束後，福尔建議讓艦隊裡的戰艦進行一場航速比賽。經過2個小時後，布倫努斯號落後於較新的查理·馬特號和卡諾號，但仍擊敗較老舊的4艘戰艦。
布倫努斯號接著於1898年7月8日至7月20日間隨艦隊進行年度演習，隨後海軍部長愛德華·洛可羅伊於1898年9月砲術操演期間曾登上本艦進行演習視察，而這次砲術操演以靶艦傲慢號（法語：Arrogante）鐵甲浮動炮臺被擊沉時結束。1898年10月1日，海軍中將歐內斯特·弗朗索瓦·福祿諾登上布倫努斯號，並指定本艦為地中海分艦隊旗艦。在同一天裡，海軍上校奧古斯丁·布韋·德·拉佩雷爾被指派為新一任布倫努斯號艦長。拉佩雷爾想為本艦加裝艏飾像，接著在倉庫中找到一尊老舊的刻瑞斯女神雕像，隨後拉佩雷爾命令將刻瑞斯雕像重塑成高盧人雕像，同時要求主任工程師要為艏飾像製作一頂合適的銅製頭盔，而這也讓布倫努斯號成為法國海軍中最後一艘裝有艏飾像的軍艦。當英國與法國於1898年爆發法绍达事件事件時，雙方的緊張情勢開始加劇，艦隊中各艦船員的休假排程皆於1898年10月18日被迫取消，所有人員必須在艦上待命，並且滿載全部彈藥，直到1898年11月5日兩國在外交上解決分歧後才解除備戰狀態。
布倫努斯號於1899年10月至12月隨艦隊在東地中海航行期間，法國海軍在本艦上為希臘王后奥尔嘉·康斯坦丁诺芙娜舉辦一場晚宴，然後於1899年12月21日返回土倫。在1900年3月至7月的演習期間，布倫努斯號被福祿諾指派為艦隊旗艦。此時地中海分艦隊還有包括另外5艘戰艦，這5艘艦為高盧人號、查理曼號、查理·馬特號、布韋號、若雷吉貝里號；艦隊裡還有4艘岸防艦、3艘裝甲巡洋艦、5艘防護巡洋艦、1艘魚雷巡洋艦，以及一些輕型飛機等。當演習於1900年3月6日開始時，布倫努斯號隨4艘戰艦及4艘防護巡洋艦出海前往儒昂湾，並在該海域進行夜間射擊等訓練。在進入1900年4月份後，布倫努斯號隨艦隊開始訪問地中海沿岸多個法國港口，至1900年5月31日時抵達科西嘉島，並在當地持續駐防至1900年6月8日為止。當地中海分艦隊在地中海完成預定演習項目後，遂於1900年6月下旬前往葡萄牙里斯本與北方分艦隊（Escadre du Nord）會合，然後在1900年7月前往基伯龍灣進行聯合演習。整場演習以1900年7月19日在瑟堡由法國總統埃米勒·卢贝主持的海軍閱兵典禮當作完結。
演習結束後，地中海分艦隊於1900年8月1日啟航返回土倫，並於1900年8月14日抵達。然而在1900年8月10日夜間巡航時，本艦在聖文森角海域不慎與弗拉梅號驅逐艦相撞，這場意外造成弗拉梅號迅速沉入海底，導致該艦47名船員喪生，僅有14名船員獲救。布倫努斯號及艦隊返回土倫後僅休整一周又再度出航，並前往波克羅勒島進行砲術訓練。1900年9月30日，布倫努斯號的艦隊旗艦一職由聖路易號取代，並於1900年10月17日開始進行一段很長時間的改裝作業，該工程持續到1901年6月1日才結束。

### 1901年至1922年期間
歷經訪問法屬阿爾及利亞阿爾及爾港口及參與年度艦隊演習後，布倫努斯號於1901年8月10日轉調至後備總隊（Division de réserve）。8天過後，已經升為海軍准將的約瑟夫·皮埃爾·奧古斯特·貝松（Joseph Pierre Auguste Besson）接掌後備艦隊指揮官一職，並在布倫努斯號升起其艦隊旗幟，在貝松轄下的軍艦還包括卡諾號戰艦、奧什號鐵甲艦、鮑定海軍上將號鐵甲艦、閃電號魚雷艇母艦、拉海爾號魚雷砲艇等。這段期間內，艦上常駐船員的數量有所減少，僅有在每年度的艦隊演習中才會動員到原來預定值。在經歷一小段時間的改造後，布倫努斯號於1903年1月隨特遣艦隊前往西班牙王國訪問卡塔赫納，艦隊在當地由國王阿方索十三世招待。1903年9月10日，海軍少將賀瑞斯·若雷吉貝里接替貝松，成為新任布倫努斯號艦長，不過若雷吉貝里又於1905年8月10日調職，由海軍少將保羅-路易·傑米內接替之。1905年10月17日至10月28日期間，布倫努斯號隨艦隊訪問科西嘉島並駐防在法國南方一帶海域時，海軍部長加斯頓·湯姆森登上本艦視察艦隊演習狀況。
在1906年的演習期間，前艦長歐內斯特·弗朗索瓦·福祿諾擔任年度夏季演習總司令，並再次登上本艦進行指揮；整場演習自1906年7月3日起持續至1906年8月3日為止，在特遣艦隊結束演習返回土倫的第2天便立刻解散了。1906年12月4日，停靠於土倫港內的戴斯號（SS Dives）運輸艦，其錨鏈突然斷裂並與布倫努斯號發生擦撞意外，儘管本艦沒有嚴重損毀，但戴斯號卻因此擱淺了。到1907年初時，後備總隊已擴大為分艦隊規模，而法國海軍也在1907年2月15日時將其改名為訓練總隊（Division d'instruction）。1907年6月12日，布倫努斯號的前主砲塔突然發生小火災，這場火災將一位不法之徒嚴重燒傷，他當時試圖點燃浸泡過汽油的抹布。1907年8月16日，布倫努斯號被轉為二等船，並在9天後轉為後備役。1908年，地中海分艦隊因2艘共和級戰艦與4艘自由級戰艦陸續服役而開始進行重組，重組後的分艦隊共轄下3組總隊，而布倫努斯號被改編至第3總隊，並被海軍少將保羅-路易·傑米內指派為旗艦。1909年11月15日，布倫努斯號被分派至魚雷學校擔當訓練艦，艦上的主砲也在此時進行改裝，使其得以提高射速性能，讓本艦在未來2年內與新艦相比下仍能維持主炮射擊效率。1910年9月4日，布倫努斯號參加由法國總統阿尔芒·法利埃在布倫角主持的大型海軍閱兵典禮；然而在第2天，布倫努斯號不慎與馬加利號考察艦（SS Magali）相撞，儘管2艦在這起事故中均無人員傷亡，但馬加利號艦體重創到必須立刻擱淺，避免因進水而沉沒。
布倫努斯號於1912年1月1日再次轉為後備役，並於1914年4月1日付清所有船員薪資。第一次世界大戰期間，由於布倫努斯號的艦齡與狀況過於老舊，法國海軍沒有讓本艦參與任何作戰行動。後來布倫努斯號被轉為廢船，工作人員將艦上可用的零件當備料，當有需要時則登艦拆取可利用的部分，艦上的主砲也於1915年拆除。最後布倫努斯號於1919年8月22日從海軍名錄上除籍，並於1919年10月30日登記在出售清單上。法國海軍接著於1921年1月13日將布倫努斯號轉移給一家公司，當作支付該公司打撈自由號戰艦殘骸的工程費用。轉移後的布倫努斯號曾短暫地擔任補給船，之後便於1922年拆解。